# Râul Valea Mare, Târnava Mică
Râul Valea Mare este un curs de apă, afluent al râului Târnava Mică. 